# José de la Fuente
José de la Fuente (Iquique, 6 luglio 1939) è un ex cestista cileno.

## Carriera
Con il Cile ha disputato i Campionati mondiali del 1959.
Ha giocato nella Universidad de Concepcion.